# Cmentarz żydowski w Filipowie
Cmentarz żydowski w Filipowie – kirkut służący niegdyś żydowskiej społeczności Filipowa. Miał powierzchnię 0,94 ha. Na nieogrodzonym terenie zachowało się kilkadziesiąt nagrobków.